# Lambert Messan
Lambert Messan (* 20. September 1940 in Niamey; † 12. Juli 2013) war ein nigrischer Diplomat. Er war Botschafter in Belgien und Kanada sowie UNESCO-Funktionär.

## Leben
Lambert Messan besuchte nach Grundschulen in Niamey ab 1955 die Normalschule Tahoua und ab 1957 die Normalschule in Bingerville. Er wollte ursprünglich Mathematiklehrer werden. Nach dem Baccalauréat begann er an der Universität Caen in Frankreich zu studieren. Dort hatte er 1965 einen schweren Verkehrsunfall. Nach mehrjährigen Krankenhausbehandlungen blieb er sein Leben lang Rollstuhlfahrer. Messan trat 1968 in den öffentlichen Dienst und wurde Pressesekretär bei der nigrischen Botschaft in Paris. Zugleich nahm er sein Studium wieder auf und diplomierte 1973 an der Universität Paris-Nanterre sowohl in Wirtschaftswissenschaften als auch in Erziehungswissenschaften. Im Jahr 1974 erhielt er ein Diplom des Pariser Institut international d’administration publique und wurde – zunächst in Paris, dann in Brüssel – zum Botschaftsrat befördert.
Am 10. Januar 1977 wurde Lambert Messan zum Botschafter Nigers in Belgien und bei der EWG ernannt. Er bemühte sich erfolgreich darum, dass Niger erstmals den Vorsitz im Gouverneursrat der IAEO in Wien übernahm. Mit 17. Oktober 1980 wechselte er als Botschafter nach Kanada. Nach dem Tod von Staatschef Seyni Kountché 1987 wurde Messan ständiger Delegierter Nigers bei der UNESCO in Paris, was er bis zu seinem Ruhestand 1999 blieb. Er setzte sich dafür ein, dass Niger in der Liste des UNESCO-Welterbes vertreten ist, in die 1991 das Naturreservat Aïr und Ténéré aufgenommen wurde. Außerdem war er der Initiator und ein Koautor der UNESCO-Resolution, die den 3. Mai zum Internationalen Tag der Pressefreiheit erklärte. Von 1993 bis 1995 sowie von 1995 bis 1997 war er Mitglied des Exekutivrats der UNESCO sowie von 1993 bis 1999 Mitglied des Welterbekomitees. Messan starb nach einer langen Krankheit und wurde am christlichen Friedhof von Niamey bestattet.

## Ehrungen
- Kommandeur des Nationalordens Nigers (1978)[1]